# Вишневский, Сергей Александрович
Сергей Александрович Вишне́вский (1896—1981) — советский деятель здравоохранения, заслуженный врач РСФСР (1958) и Карело-Финской ССР (1940), педагог, врач-невропатолог, основатель физиотерапевтической службы в Карелии.

## Биография
Родился в семье адвоката.
Окончил в 1921 г. медицинский факультет Киевского университета.
Работал в государственной клинике в Киеве.
С 1923 г. — участковый врач, заведующий амбулаторией, заведующий терапевтическим отделением больницы в г. Рыльске.
В 1928 г. — в ординатуре Ленинградского университета.
С 1927 г. — в Карельской АССР, заведующий Петрозаводской железнодорожной больницей, с 1930 г. — физиотерапевтической лечебницей в г. Петрозаводске, также в 1931—1932 годах возглавлял Петрозаводскую городскую поликлинику
В годы советско-финской войны (1941—1944) — главный врач Республиканской больницы (эвакуирована в Беломорск) (1941—1944).
С 1944 г. — главврач физиотерапевтической лечебницы в Петрозаводске, с 1953 г. — больницы спецназначения. В 1951 г. — заведующий неврологическим отделением Республиканской больницы в г. Петрозаводске.
В 1940—1950 гг. — депутат Петрозаводского городского совета.
С 1955 г. — заведующий физиотерапевтическим отделением Республиканской больницы в г. Петрозаводске.
Принимал активное участие в восстановлении санатория «Марциальные Воды».
Первый преподаватель кафедры нервных болезней медицинского факультета Петрозаводского государственного университета (с 1964).
С 1940 г. — председатель Единого научного общества врачей, с 1964 г. — Петрозаводского, а с 1950 г. — Карельского научного общества врачей.
По инициативе С. А. Вишневского в Карелии работала вирусологическая экспедиция, исследовавшая очаги клещевого энцефалита.

## Награды
- Почётная грамота Президиума Верховного Совета Карельской АССР (1956)
- Орден Трудового Красного Знамени (1946)
- Отличник здравоохранения
- Орден Ленина
- Орден Знак Почета

## Сочинения
- Вишневский, С. А. Клещевой весенне-летний энцефалит / С. А. Вишневский ; М-во здравоохранения карело-Финской ССР, Дом санитарного просвещения. — Петрозаводск : Государственное издательство Карело-Финской ССР, 1953. — 16 с.
- Вишневский, С. А. Алкоголизм и борьба с ним / С. А. Вишневский; [ред. А. Панкрашов]. — Петрозаводск : Госиздат Карело-Финской ССР, 1954. — 24 с.
- Вишневский, С. А. Лечебные местности Карелии / С. А. Вишневский. — Петрозаводск : Госиздат Карельской АССР, 1957. — 55 с.
- Вишневский, С. А. Клещевой весенне-летний энцефалит / С. А. Вишневский ; М-во здравоохранения и социального обеспечения Карельской АССР, Респ. санитарно-эпидемиолог. станция. — Изд. 2-е, дополн. — Петрозаводск : Госиздат Карельской АССР, 1958. — 20 с.
- Вишневский, С. А. Путь к здоровью и долголетию / С. А. Вишневский; ред. Д. И. Шехтер. — Петрозаводск : Госиздат Карельской АССР, 1960. — 140 с.
- Вишневский, С. А. Что надо знать о радикулите / С. А. Вишневский ; М-во здравоохранения Карел. АССР, Респ. дом санитар. просвещения. — Петрозаводск : Карельское книжное издательство, 1962. — 15 с. ; 14 см
- Вишневский, С. А. Санаторий «Марциальные воды» / С. А. Вишневский. — Петрозаводск : Карельское книжное издательство, 1966. — 25 с.
- Вишневский, С. А. Санаторий «Марциальные воды» / С. А. Вишневский. — Петрозаводск : Карелия, 1972. — 30, [1] с.